# E3型柴油机车
E3型柴油机车是美国通用汽车电气动力公司（EMC）设计制造的一款干线客运柴油机车，这也是电气动力公司被正式合并到通用汽车公司之前最后一款柴油机车。
电气动力公司于1937年同时推出三款大同小异的干线客运柴油机车，分别是为巴爾的摩與俄亥俄鐵路提供的EA/EB型柴油机车、为聖塔菲鐵路提供的E1型柴油机车，以及为联合太平洋铁路、芝加哥和西北鐵路、南太平洋鐵路提供的E2型柴油机车。1938年，电气动力公司又推出了作为后继产品的E3型柴油机车。
E3型柴油机车可分为设有司机室的A节机车和无司机室的B节机车，可根据列车牵引重量构成不同功率等级的机车组。每节机车装有两组完全相同的柴油发电机组，电传动系统由两台D4型直流牵引发电机和四台D7型直流牵引电动机组成。E3型柴油机车没有继续沿用温顿发动机公司的12-201A型柴油机，而是首次采用了新一代的12-567型二冲程柴油机，气缸直径为8.5英寸（216毫米），活塞行程为10英寸（254毫米），额定转速为每分钟800转，平均有效压力为每平方英寸80磅（每平方厘米5.6公斤），柴油机装车功率为2×1000马力。
然而，由于当时美国尚未掀起干线牵引动力内燃化的热潮，E3型柴油机车的销售成绩亦不甚理想，电气动力公司仅售出19台E3型柴油机车，主要用户包括芝加哥和西北鐵路、大西洋海岸铁路、岩島鐵路、佛罗里达东海岸铁路、堪萨斯城南方铁路、密苏里太平洋铁路等。